# Desmodium jaliscanum
Desmodium jaliscanum är en ärtväxtart som beskrevs av Sereno Watson. Desmodium jaliscanum ingår i släktet Desmodium och familjen ärtväxter. Inga underarter finns listade i Catalogue of Life.